# Xylopicrum sumatranum
Xylopicrum sumatranum är en kirimojaväxtart som först beskrevs av Friedrich Anton Wilhelm Miquel, och fick sitt nu gällande namn av Carl Ernst Otto Kuntze. Xylopicrum sumatranum ingår i släktet Xylopicrum och familjen kirimojaväxter. Inga underarter finns listade i Catalogue of Life.